# Песме које смо волели No 1
The Best Of 1984 - 2002 је четврти компилацијски албум соло каријере Младена Војичића Тифе, који је изашао 2009. године за издавачку кућу Gold Audio Video на CD-у. На албуму има и песама од Харија Мата Харија, па је тако албум подељен на два дела. Први део албума су песме од Харија Мата Харија, од 1 до 8 песме, док други део албума чине песме од Тифе, од 9 до 17 песме.

## Списак песама
| №   | Назив                   | Трајање |  |
| 1.  | У твојој коси           |         |  |
| 2.  | Скини хаљину            |         |  |
| 3.  | Мерјема                 |         |  |
| 4.  | Косе очи                |         |  |
| 5.  | Гд‌је си сад             |         |  |
| 6.  | Запали ме               |         |  |
| 7.  | Не бој се првог снијега |         |  |
| 8.  | Барбара                 |         |  |
| 9.  | Само враг и Бог Тна     |         |  |
| 10. | Љубав веже нас          |         |  |
| 11. | С тобом ја могу све     |         |  |
| 12. | Гријеси љубави          |         |  |
| 13. | Плаве сестрице          |         |  |
| 14. | Приђи ближе             |         |  |
| 15. | Сав мој бол             |         |  |
| 16. | Краљица поноћи          |         |  |
| 17. | Зову ме моји анђели     |         |  |